# Ijimaia fowleri
Ijimaia fowleri är en fiskart som beskrevs av Howell Rivero, 1935. Ijimaia fowleri ingår i släktet Ijimaia och familjen Ateleopodidae. Inga underarter finns listade i Catalogue of Life.